# Ginástica nos Jogos Olímpicos de Verão de 1984
A ginástica nos Jogos Olímpicos de Verão de 1984 foi realizada no Pauley Pavilion em Los Angeles, nos Estados Unidos. Duas disciplinas diferentes da modalidade foram disputadas: ginástica artística e ginástica rítmica. Como na edição anterior em Moscou, a artística seguiu com quatorze eventos, sendo oito masculinos e seis femininos. Já a modalidade rítmica - de prática exclusivamente feminina - estreou em Olimpíadas com um evento, o individual geral.

## Eventos
Ginástica artística
Quatorze conjuntos de medalhas foram concedidas nos seguintes eventos:
- Individual geral masculino
- Equipes masculino
- Solo masculino
- Barra fixa masculino
- Barras paralelas masculino
- Cavalo com alças masculino
- Argolas masculino
- Salto sobre a mesa masculino
- Individual geral feminino
- Equipes feminino
- Trave feminino
- Solo feminino
- Barras assimétricas feminino
- Salto sobre a mesa feminino

Ginástica rítmica
Um conjunto de medalhas foi concedido no seguinte evento:
- Individual geral feminino

## Medalhistas

### Artística
Masculino
| Evento                    | Ouro | Prata                                                                                                  | Bronze                                                                                                 |
| ------------------------- | --- | --- | --- |
| Equipes detalhes          | Bart Conner Timothy Daggett Mitchell Gaylord James Hartung Scott Johnson Peter Vidmar USA Estados Unidos | Li Ning Li Xiaoping Li Yuejiu Lou Yun Tong Fei Xu Zhiqiang CHN China                                   | Koji Gushiken Noritoshi Hirata Nobuyuki Kajitani Shinji Morisue Koji Sotomura Kyoji Yamawaki JPN Japão |
| Individual geral detalhes | Koji Gushiken JPN Japão                                                                                  | Peter Vidmar USA Estados Unidos                                                                        | Li Ning CHN China                                                                                      |
| Salto detalhes            | Lou Yun CHN China                                                                                        | Mitchell Gaylord USA Estados Unidos Koji Gushiken JPN Japão Shinji Morisue JPN Japão Li Ning CHN China | nenhum                                                                                                 |
| Solo detalhes             | Li Ning CHN China                                                                                        | Lou Yun CHN China                                                                                      | Koji Sotomura JPN Japão Philippe Vatuone FRA França                                                    |
| Cavalo com alças detalhes | Li Ning CHN China Peter Vidmar USA Estados Unidos                                                        | nenhum                                                                                                 | Timothy Daggett USA Estados Unidos                                                                     |
| Barras paralelas detalhes | Bart Conner USA Estados Unidos                                                                           | Nobuyuki Kajitani JPN Japão                                                                            | Mitchell Gaylord USA Estados Unidos                                                                    |
| Argolas detalhes          | Koji Gushiken JPN Japão Li Ning CHN China                                                                | nenhum                                                                                                 | Mitchell Gaylord USA Estados Unidos                                                                    |
| Barra fixa detalhes       | Shinji Morisue JPN Japão                                                                                 | Tong Fei CHN China                                                                                     | Koji Gushiken JPN Japão                                                                                |

Feminino
| Evento                       | Ouro | Prata | Bronze                                                                     |
| ---------------------------- | --- | --- | -------------------------------------------------------------------------- |
| Equipes detalhes             | Lavinia Agache Laura Cutina Cristina Grigoraş Simona Păucă Mihaela Stănuleţ Ecaterina Szabó ROU Romênia | Pamela Bileck Michelle Dusserre Kathy Johnson Julianne McNamara Mary Lou Retton Tracee Talavera USA Estados Unidos | Chen Yongyan Huang Qun Ma Yanhong Wu Jiani Zhou Ping Zhou Qiurui CHN China |
| Individual geral detalhes    | Mary Lou Retton USA Estados Unidos                                                                      | Ecaterina Szabó ROU Romênia                                                                                        | Simona Păucă ROU Romênia                                                   |
| Salto detalhes               | Ecaterina Szabó ROU Romênia                                                                             | Mary Lou Retton USA Estados Unidos                                                                                 | Lavinia Agache ROU Romênia                                                 |
| Solo detalhes                | Ecaterina Szabó ROU Romênia                                                                             | Julianne McNamara USA Estados Unidos                                                                               | Mary Lou Retton USA Estados Unidos                                         |
| Trave detalhes               | Simona Păucă ROU Romênia Ecaterina Szabó ROU Romênia                                                    | nenhum | Kathy Johnson USA Estados Unidos                                           |
| Barras assimétricas detalhes | Ma Yanhong CHN China Julianne McNamara USA Estados Unidos                                               | nenhum | Mary Lou Retton USA Estados Unidos                                         |

### Rítmica
| Evento                    | Ouro                 | Prata                         | Bronze                              |
| ------------------------- | -------------------- | ----------------------------- | ----------------------------------- |
| Individual geral detalhes | Lori Fung CAN Canadá | Doina Staiculescu ROU Romênia | Regina Weber FRG Alemanha Ocidental |

## Quadro de medalhas
| Ordem | País                   | Medalha de ouro | Medalha de prata | Medalha de bronze |    |
| ----- | ---------------------- | --------------- | ---------------- | ----------------- | -- |
| 1     | USA Estados Unidos     | 5               | 5                | 6                 | 16 |
| 2     | CHN China              | 5               | 4                | 2                 | 11 |
| 3     | ROU Romênia            | 5               | 2                | 2                 | 9  |
| 4     | JPN Japão              | 3               | 3                | 3                 | 9  |
| 5     | CAN Canadá             | 1               |                  |                   | 1  |
| 6     | FRG Alemanha Ocidental |                 |                  | 1                 | 1  |
| 6     | FRA França             |                 |                  | 1                 | 1  |
| TOTAL | TOTAL                  | 19              | 14               | 15                | 48 |